# Сергач
Серга́ч (рос. Сергач) — старовинне місто Нижньогородської області, найперша згадка про яке в древніх російських літописах відноситься до 1382 року. Адміністративний центр Сергачського муніципального району Нижньогородської області.
У місті знаходиться станція Сергач — велика залізнична станція, що знаходиться на магістралі, що зв'язує центр Росії з Уралом.

## Географія
Місто розташоване на річці П'яна, за 125 км на південний схід від Нижнього Новгорода. Залізнична станція на лінії Москва — Єкатеринбург.
У місті є родовища будівельного піску, червоної глини.